# 今城 (えびの市)
今城（いまじょう）は、宮崎県えびの市大河平にあった日本の城（山城）。

## 概要
真幸院の領主・北原氏に従属していた大河平氏の城である。
大河平氏は当初、大河平城を居城としていたが、大河平城は堅城ではなかった事から、北原氏没落後に誼を通じた島津義弘により、大河平城と谷を挟んだ向こうの険阻な丘陵地へ、新たな城を築くよう命じられた。その結果、永禄5年（1562年）頃に築城されたのが今城である。
標高377メートルから386メートル、比高にして100メートルほどの2つの尾根に跨って立地され、三方を絶壁と急斜面に囲まれた要害である。東方には、南北におよそ70メートル伸びた主郭、その西側斜面に3つの帯郭があり、西方の頭頂部に2つの郭、その北端の下部にＤ字型の郭、北方には今城の深谷を挟んだ西にある永野城へと通じる堀を有した土橋があった。その、永野城との間の深谷の下には、川内川の源流（旧名：狗留孫川）が流れている。また、土塁跡は一切見受けられない。
永禄7年（1564年）5月29日、130余名が守る今城を伊東義祐率いる1,000余が攻撃、しかし、あまりの要害のため攻めあぐね、城主の大河平隆次へ降伏を勧告する方策をとる。隆次はこれを突っぱねて徹底抗戦する。これに義祐は、今城の隣の永野城を落とし、捕えた城兵により北側が一番攻めやすいと知ると、堀を埋めつつ城を攻撃する。隆次はやむなく城を打って出て、伊東勢500余名を討ったものの、全ての城兵が討ち死にを遂げた。なお、大河平氏は隆次の姉婿皆越六郎左衛門（後に大河平隆俊）により再興されている。